# Colostygia baffinensis
Colostygia baffinensis là một loài bướm đêm trong họ Geometridae.